# Henri Moureu
Pour les articles homonymes, voir Moureu.
Henri Moureu, né le 2 août 1899 à Paris et mort le 14 juillet 1978 à Pau, est un chimiste français, membre de l’Académie des sciences. Il s’illustra particulièrement par ses actions de résistance pendant la Seconde Guerre mondiale, à travers sa participation à la bataille de l’eau lourde et à la défense contre les missiles allemands V2. Après la guerre, fort de ses connaissances en matière de fusées, il créa et dirigea le CEPA (Comité d'études des projectiles autopropulsés), et contribua à la naissance de la politique spatiale française. Dans les années 1960, il s’affirma comme un expert reconnu en matière de lutte contre la pollution.

## Biographie

### Une solide formation
Henri Bertrand Vincent Moureu naît le 2 août 1899 à Paris (5e). Il est le fils du savant chimiste Charles Moureu, membre de l’Institut et de l’Académie de médecine, et professeur au Collège de France.
Après des études au lycée Henri-IV, il obtient son baccalauréat dans la série « latin et philosophie ». Au moment de choisir sa voie, il décide de s’orienter vers des études scientifiques, et s’inscrit au lycée Chaptal, alors célèbre par le sérieux de son enseignement, pour préparer le concours d’entrée à l’École supérieure de physique et de chimie industrielles de la ville de Paris (aujourd’hui ESPCI Paris). Il y est reçu en 1917, mais interrompt temporairement ses études en avril 1918 pour revêtir l’uniforme des sapeurs-télégraphistes du 8e Régiment du Génie. Démobilisé en octobre 1919, il obtient finalement son diplôme d’ingénieur chimiste en 1921, au sein de la 36e promotion de l’école.
Il débute dans la recherche en entrant au Collège de France, d’abord comme préparateur temporaire, puis comme assistant de chimie organique, dans la chaire dont son père Charles Moureu était titulaire. Celui-ci charge son vieil ami, le professeur Charles Dufraisse, de former le jeune ingénieur.
« Vous avez été mon véritable maître, reconnaîtra plus tard Henri Moureu, vous avez guidé mes premiers pas dans la recherche en m’enseignant dès l’abord qu’il convenait de dédaigner les voies de la facilité et de ne faire confiance qu’à la continuité dans l’effort. »
Henri Moureu se révèle très vite comme un chercheur d'envergure. Ses recherches se développent dans des directions très variées, en chimie organique, chimie minérale et chimie industrielle. Par ses travaux, il apporte une lumière particulière sur la chimie du phosphore, un domaine considéré comme particulièrement difficile et dans lequel peu de progrès avaient été réalisés depuis les dernières années.
Docteur en 1930, il est nommé sous-directeur du laboratoire de chimie minérale du Collège de France. Ses travaux de recherche lui valent plusieurs distinctions scientifiques, comme le Prix Berthelot de l’Académie des sciences en 1933.
En 1937, il intègre l’équipe du laboratoire de chimie et physique nucléaires du Collège de France, que dirigeait alors Frédéric Joliot, tout auréolé de son prix Nobel de chimie décerné en 1935. Il retrouvait ainsi après plusieurs années un ancien camarade de son école, avec lequel l’unissait un lien de confiance et d’estime réciproque.

### La participation à la bataille de l’eau lourde
À l’automne 1939, alors que débute la Seconde Guerre mondiale, les savants du monde entier se livrent à une course effrénée pour la maîtrise de l’énergie nucléaire. L’eau lourde (ou oxyde de deutérium), employée comme modérateur de neutrons, et dont la fabrication coûte extrêmement cher, est un élément indispensable à la fabrication d’une bombe atomique.
Au tout début de 1940, les autorités françaises sont informées par les services de renseignements qu’un stock d’eau lourde de près de 180 kg, que possédait alors l’usine norvégienne Norsk Hydro de Vemork, est sur le point d’être acquis par les allemands. Le ministre de l’Armement Raoul Dautry, alerté de l’importance stratégique de ce stock par Frédéric Joliot, envoie secrètement un émissaire français, le lieutenant Jacques Allier, en mission en Norvège pour négocier avec le gouvernement norvégien. Son habileté permet de faire rapatrier en France le produit convoité, qui est aussitôt déposé dans la cave du laboratoire du Collège de France, et confié à l’équipe de Joliot.
Le 16 mai 1940, devant la percée des troupes allemandes à Sedan, Frédéric Joliot décide de mettre immédiatement l’eau lourde en sûreté dans le centre de la France, et donne carte blanche à Henri Moureu pour s’acquitter de cette mission. Avec l’aide d’un jeune agent technique, Henri Moureu en effectue le transport dans la nuit au volant d’une camionnette de service, et fait entreposer les précieux bidons dans la salle forte de la Banque de France de Clermont-Ferrand.
Le 24 mai, devant l’aggravation de la situation militaire, et à la demande de la Banque de France, il faut trouver un nouvel asile au redoutable dépôt. Henri Moureu fait alors transporter le produit dans une cellule isolée et barricadée de la maison centrale de Riom.
Le 16 juin, ordre est donné par les autorités françaises de rejoindre immédiatement Bordeaux pour mettre le chargement à l’abri. Dans la nuit, l’exode recommence, et le produit reprend sa course à travers la France.
Le 18 juin au matin, grâce à deux autres membres de l’équipe du Collège de France, Hans von Halban et Lew Kowarski, le produit est finalement acheminé en bateau vers l’Angleterre à bord du Broompark, et peut enfin définitivement être mis en sécurité.
Cette aventure rocambolesque, qui projeta Henri Moureu et ses camarades de l’équipe du Collège de France au devant de l’actualité, est à l’origine du tournage d’un film, La Bataille de l’eau lourde, réalisé en 1948 par Jean Dréville sur un scénario de Jean Marin.  

### La défense contre les missiles V2
En 1941, Henri Moureu est nommé directeur du Laboratoire municipal de chimie de Paris. Il en fait un centre actif de recherches scientifiques appliquées utilisant les techniques les plus modernes pour l’époque. Chercheurs et professeurs de haut niveau se succèdent dans les départements nouveaux qu'il crée, et dont il développe l’activité.
En parallèle, sous le pseudonyme de Charles, il apporte son concours à la Résistance en participant, en liaison avec l’équipe du Collège de France, à des opérations clandestines de désamorçage de bombes, ou de fourniture de matériel explosif et de faux-papiers. Il s’emploie également à fournir de nombreux renseignements sur les moyens scientifiques mis en œuvre par l’Allemagne en guerre.
En tant que directeur du Laboratoire, il assure la fonction officielle de conseiller technique de la protection civile, qui contribue notamment à la protection de la population contre les attaques aériennes. C’est à cette occasion qu’il est informé secrètement à l’été 1944 de la chute d’engins allemands d’un genre nouveau dans le nord de Paris. Il participe alors activement avec les services spéciaux alliés aux missions destinées à collecter le maximum de renseignements sur ces armes secrètes allemandes.
Son action est déterminante au moment de la Libération de Paris. Le 8 septembre 1944, les allemands tirent en direction de Paris un premier missile V2, qui s’abat sur Maisons-Alfort, suivi d’une vingtaine d’autres dans la période du 2 au 5 octobre.
En un temps record, il mobilise les ressources intellectuelles et matérielles de son laboratoire pour analyser et reconstituer les débris des tirs de V2. En étudiant la position des impacts dans la région parisienne, il parvient avec son service à localiser leur aire de lancement, et peut ainsi alerter l’état-major allié pour la faire neutraliser : « Ayant réussi à repérer la direction des bases de lancement, témoigne-t-il, je demandais à l'état-major allié l'intervention de l'aviation. Résultat ou non de ma pressante démarche, le tir allemand cessa dans les 24 heures. Toutes les ruines accumulées à Londres, Anvers et Liège, par des bombardements analogues poursuivis pendant des mois, devaient me faire ressentir par la suite l'étendue du péril auquel Paris avait miraculeusement échappé. » 
Dans les derniers mois de la guerre, il poursuit ses recherches sur ces engins particuliers, en profitant du recul des armées allemandes pour visiter et inspecter des installations allemandes, en compagnie d’équipes d’experts scientifiques et militaires.
De concert avec les services alliés américains et britanniques, il participe activement à l’exploitation des découvertes effectuées, en analysant le matériel et les documents récupérés, et en recueillant de précieuses informations sur leur fabrication.
Il s’intéresse au plus haut point au missile V2, première fusée stratosphérique fonctionnant à l’alcool et à l’oxygène liquide, afin de décortiquer son mode de fabrication et analyser son fonctionnement. Il fait partie des premiers à comprendre tout le parti que l’astronautique française peut retirer à étudier de façon approfondie les solutions technologiques mises en œuvre par les allemands pour le réaliser.

### Un précurseur oublié
Grâce aux connaissances acquises par ses travaux, Henri Moureu s’impose au lendemain de la guerre comme un des principaux spécialistes français en matière de fusées.
Conscient de l’importance des problèmes scientifiques et techniques que pose l'étude des fusées, il milite auprès de la Direction des études et fabrication d'armement (DEFA) de l'armée de terre pour créer un organisme d’État, permettant de coordonner les études et le développement en matière de fusées. L’objectif est clair : faciliter la récupération du savoir allemand en la matière, et en tirer tous les enseignements nécessaires pour l’avenir de l’armement français.
Cet organisme voit le jour officiellement le 14 novembre 1945 sous le nom de CEPA (Centre d’étude des projectiles autopropulsés). Henri Moureu en assure la direction scientifique, et recrute en son sein plusieurs spécialistes de premier plan.
En décembre 1946, dans un rapport qui fera date, il expose ses idées dans le but de convaincre les autorités françaises de soutenir les recherches balistiques sur les engins de la famille du V2. Il y apparaît à plusieurs égards comme visionnaire, en formalisant de manière claire le schéma maître de la doctrine de la dissuasion, qui devait devenir la clef de voûte des relations internationales et des systèmes stratégiques modernes. Il met en effet en avant les avantages stratégiques inégalés que ces engins peuvent offrir en matière de dissuasion, couplés à l’arme nucléaire, ainsi que tous les progrès qu’ils peuvent amener dans de nombreux domaines scientifiques. Il n’exclut pas non plus les perspectives qu’ils offrent dans les études de l’atmosphère terrestre.
Plusieurs structures sont alors créées en France pour regrouper les études sur les projectiles autopropulsés. La DEFA crée notamment en mai 1946 à Vernon dans l’Eure, un nouvel organisme, le LRBA (Laboratoire de recherches balistiques et aérodynamiques). Sa vocation est de rassembler en un même lieu tous les moyens en personnel, en laboratoires et en installations d'essai pour aboutir, en coopération avec le CEPA, à la réalisation d'un engin et des équipements au sol nécessaires à son lancement et à son guidage. Cette structure recrute dans ses effectifs, à l’instar des autres puissances alliées comme les Américains ou les Russes, plusieurs spécialistes allemands qualifiés, encadrés par des ingénieurs militaires français, dans le but d’exploiter leurs compétences et leur savoir-faire dans le domaine de l’autopropulsion.
Les efforts conjugués de ces différents organismes permettent aux spécialistes français de faire un bond en avant dans la maîtrise de ces technologies innovantes.
Cependant, le rapport « Moureu » ne porte pas les fruits attendus, car les dirigeants politiques en France sont alors avant tout préoccupés par la reconstitution des forces armées en armes classiques, moins coûteuses et plus rapidement opérationnelles. En 1947, le projet de reconstitution et de tir du V2 est donc abandonné, malgré les efforts d’Henri Moureu pour le défendre. Cet abandon s’accompagne d’une baisse des crédits pour les recherches sur les fusées, en grande partie à cause de la guerre d’Indochine qui capte l’essentiel des budgets des armées.

### La naissance de la politique spatiale française
Jusqu’en 1958, les études en matière de recherche balistique restent non prioritaires en France. Seule une veille technologique est maintenue pour conserver les connaissances acquises autour du V2 allemand. Elle donne lieu à la réalisation au LRBA de Vernon de la fusée-sonde Véronique, dont le développement intéresse à la fois les scientifiques et les militaires, et permet d’entretenir l’expérience française dans le domaine.
Le contexte scientifique international change progressivement au début des années 1950. La communauté scientifique, dont notamment en France le CNRS (Centre national de la recherche scientifique), s’intéresse davantage aux enjeux de la politique spatiale. Le programme Véronique sort progressivement de l’abandon.   
En 1958, avec le retour au pouvoir du Général de Gaulle, une nouvelle impulsion est donnée aux recherches balistiques, avec la volonté affirmée de disposer rapidement d’un vecteur porteur de l’arme nucléaire. Les tirs réussis des fusées Véronique-AGI no 1 et 2 en mars 1959 finissent de convaincre les décideurs politiques sur l’intérêt des activités liées au spatial.
Des financements sont décidés par le gouvernement, et de nouvelles structures d’études et recherches sont mises en place afin de rassembler les compétences et de mobiliser les actions.
Une coopération fructueuse se développe entre militaires et scientifiques.
La SEREB (Société d'étude et de réalisation d'engins balistiques) est créée en septembre 1959, et se voit confier la réalisation de missiles balistiques. Ceux-ci ont vocation à constituer des vecteurs stratégiques, porteurs de l’arme atomique française, dont la France se dote parallèlement le 13 février 1960, après l’explosion de la première bombe A de conception hexagonale, à Reggane, dans le Sahara algérien.
Dans un rapport du 23 décembre 1960, les responsables de la SEREB font une proposition qui s’avèrera décisive pour l’avenir de la politique spatiale : convertir un de leurs missiles balistiques en lanceur spatial, capable de mettre en orbite des satellites artificiels. L’idée est soumise au Général de Gaulle, qui donne son feu vert. Le programme de fusée Diamant est lancé en 1961.
Pour coordonner et animer l’ensemble du programme spatial, le CNES (Centre national d’études spatiales) voit le jour en décembre 1961.
Quatre ans plus tard, le 26 novembre 1965, la France devient la troisième nation spatiale en lançant de manière autonome, depuis la base d’Hammaguir en Algérie, le satellite artificiel Astérix avec un lanceur national, la fusée Diamant-A.
Près de vingt ans plus tard, l’analyse de Henri Moureu de décembre 1946 est redevenue d’actualité. Les couples fusée-bombe atomique et fusée-satellite artificiel renforcent l’indépendance stratégique de la France par rapport aux grandes puissances internationales.
Henri Moureu aura ainsi fait partie de ces quelques visionnaires en France qui ont favorisé l’émergence d’une pensée spatiale, et ont contribué à la naissance d’une politique spatiale française ambitieuse, dont le développement verra ses fruits se concrétiser à travers notamment les réussites ultérieures du programme Ariane.

### Un expert reconnu en matière de lutte anti-pollution
Henri Moureu siège, à partir de 1953, au CNRS, dans la section chimie organique.
En dehors de ses travaux dans le domaine des fusées, il joue à la tête du Laboratoire municipal de Paris un rôle important en matière de lutte anti-pollution. Il est un des premiers, dans la France des années soixante, à prendre conscience des responsabilités que porte l’industrie chimique dans les problèmes d’environnement, et s’intéresse aux problèmes de pollution atmosphérique et à ses conséquences sanitaires et sociales. Il travaille dans ce cadre à la mise au point d’une méthode rapide d’analyse du monoxyde de carbone dans le sang des ouvriers des professions les plus exposées, et installe dans la capitale et dans les départements périphériques le premier réseau automatisé de mesure de ce polluant.
Il participe à la création de l’Association pour la prévention de la pollution atmosphérique (APPA) en 1958, puis à celle du Comité national d’action pour la pureté de l’air (CAPA) en 1961.
Il effectue également de nombreuses missions en tant que conseiller technique pour des organismes publics comme des ministères, ou en 1959 pour la Communauté européenne du charbon et de l’acier. Il participe notamment à ce titre à la protection et à la conservation des peintures rupestres de la grotte de Lascaux.

### Des fonctions honorifiques
Son élection comme membre de l’Académie des sciences en 1961 vient couronner une carrière riche. Il devient ainsi membre de l'Institut de France 50 ans après son père Charles Moureu qui avait reçu ce même honneur en 1911.
« Il est très rare que le père et le fils aient eu les honneurs de l'Institut de France. », dira à son propos Georges Champetier, de l’Académie des sciences. « Tu avais un nom lourd à porter; tu as réussi par ton travail et ton talent à y ajouter un nouveau prénom. »
Il rédige de nombreuses publications scientifiques, et donne plusieurs conférences en France ou à l’étranger (Suisse). Il publie différents ouvrages, dont notamment le livre Astronautique et recherche spatiale, en 1964.
Il prend sa retraite de directeur honoraire du Laboratoire municipal de Paris en octobre 1964.
Il est honoré par de nombreuses distinctions, comme Chevalier, puis Officier de la Légion d’Honneur, Croix du combattant volontaire de la Résistance, Croix du Combattant, ou Médaille de la Reconnaissance Française.
Il occupe également de nombreuses fonctions honorifiques, comme président de la Société française d'astronautique, président de la Société chimique de France, administrateur de l’Association française des ingénieurs et techniciens de l’aéronautique et de l’espace, ou président de l’Académie internationale d’astronautique.
Bien qu’ayant vécu l’essentiel de sa vie en région parisienne, il reste très attaché à ses racines béarnaises, et, comme son père avant lui, devient membre de l’Académie de Béarn, à Pau.
C’est à Pau qu’il décède le 14 juillet 1978, au terme d’une existence riche en évènements marquants, après avoir consacré sa vie à sa vocation de recherche scientifique au service de son pays.
Son nom, associé à celui de son père Charles Moureu, est notamment donné à une avenue d’Oloron-Sainte-Marie, et à un amphithéâtre de l’Université de Pau.
Il repose auprès de son père dans le caveau familial, au cimetière Sainte-Marie d'Oloron.

## Honneurs

### Postes occupés
- Fondateur et directeur scientifique du Centre d'études des projectiles autopropulsés (CEPA),
- Membre de la Société française d’astronautique (président), de la Société chimique de France (président), de l’Association française des ingénieurs et techniciens de l’aéronautique et de l’espace (administrateur), de l’Académie internationale d’astronautique (président), et de la Société des arts de Genève.
- Membre de la Commission centrale de sécurité au Ministère de l'Intérieur, de la Commission d’hygiène industrielle au Ministère du Travail, du Comité scientifique des poudres et explosifs.
- Administrateur de l’École supérieure de physique et chimie industrielles (ESPCI).
- Administrateur de la société Air liquide.
- Administrateur de la Fondation Pasteur.
- Membre de l’Académie de Béarn (Pau).

### Distinctions
- Grand Prix Nicolas Leblanc, 1928.
- Prix de la Fondation Cahours, 1929.
- Prix et Médaille Berthelot, 1933.
- Chevalier de la Légion d'honneur en 1945 pour services exceptionnels rendus à l'État-major de l'Armée.
- Officier de la Légion d'honneur en 1952 pour services exceptionnels rendus au Ministère de la Défense nationale.
- Médaille d'Argent des actes de courage et de dévouement, 1947.
- Croix du combattant volontaire de la Résistance

### Décorations
- Officier de la Légion d'honneur pour services exceptionnels rendus au Ministère de la Défense nationale (1952) 
  - Chevalier en 1945 pour services exceptionnels rendus à l'État-major de l'Armée.
- Officier de l'ordre de la Santé publique (1956)[6]
- Croix du combattant, 1954.
- Croix du combattant volontaire de la Résistance
- Médaille de la Reconnaissance française, 1955.
- Médaille d'honneur pour acte de courage et de dévouement, argent 1re classe

### Reconnaissance
- Avenue portant son nom, associé à celui de son père Charles Moureu, à Oloron-Sainte-Marie.
- Amphithéâtre portant son nom, associé à celui de son père Charles Moureu, à l’Université de Pau et des Pays de l’Adour.

## Publications
- Études sur la tautomérie des dicétones alpha, thèse de doctorat en sciences physiques, Faculté des sciences de Paris, Paris, Masson, 1930.
- La crise des quanta : grains de lumière, ondes de matière, Paris, La Revue de Paris, 1936.
- Sur le radical phosphonitrile PN et la synthèse de son polymère (PN)n, homologue du paracyanogène, Paris, Comité des industries chimiques, 1938.
- L'équilibre entre le paranitrure de phosphore (PN) et les molécules biatomiques PN, déduit du spectre de bandes, avec Boris Rosen et Georges Wetroff, Comptes rendus hebdomadaires des séances de l’Académie des sciences, 1939.
- Aperçu général de la chimie des produits de remplacement, Paris, Centre de documentation chimique, Maison de la Chimie, 1942.
- L'Arme allemande de représailles V2, avec Paul Chovin, Paris, 1945.
- Notions fondamentales de chimie organique, avec Paul Chovin, onzième édition refondue, mise au point et augmentée de nouveaux chapitres, Paris, Gauthier-Villars, 1946.
- Une mort suspecte après ingestion de fuchsine basique, Coulommiers, Brodart et Taupin, 1947.
- La séparation chromatographique des colorants alimentaires et son application à la détection des fraudes, avec J. Saenz Lascano Ruiz et Paul Chovin, Paris, Hermann, 1948.
- Hommage à Charles Dufraisse, discours prononcé le 24 mai 1949 avec Marcel Delépine, René Fabre, Gabriel Boreau et Philippe Langlois-Berthelot, Paris, 1949.
- Chimie et défense nationale, Alençon, Poulet-Malassis, 1952.
- Notice sur les titres et travaux scientifiques d'Henri Moureu, Chartres, Imprimerie Durand, 1955.
- Problèmes d'actualité dans le domaine des fusées, conférence faite le 18 octobre 1956 à la Société d'encouragement pour l'industrie nationale, Paris, Société d'encouragement pour l'industrie nationale, 1957.
- Titres et travaux scientifiques d'Henri Moureu, Paris, Société d’édition d’enseignement supérieur, 1960.
- Astronautique et recherche spatiale, Paris, Dunod, 1964.
- Funérailles de Charles Dufraisse, à Excideuil le vendredi 8 août 1969, discours de René Dujarric de la Rivière et Henri Moureu, Paris, Académie des sciences, 1969.
- La résistance intellectuelle : Jean Guéhenno, François Mauriac, Henri Moureu, textes et témoignages réunis et présentés par Jacques Debû-Bridel, Paris, Julliard, 1970.